# Fujiwara no Moriko
Fujiwara no Seishi (any de naixement desconegut - mort, 13 d'octubre de 943) era filla de Musashi no Kami Fujiwara no Tsunekuni (casa del sud de Fujiwara). Esposa de Fujiwara no Michisuke.
Com que Morosuke va ser investit per primera vegada als 16 anys l'any 923 i Moriko va donar a llum el seu fill gran, Fujiwara no Koretada, l'any següent, es creu que ja estaven casats en aquesta època. Més tard va donar a llum a Kanemichi, Kaneie, Tadakimi, Anshi (emperadriu de l'emperador Murakami, mare dels emperadors Reizei i Enyu), Noriko (consort de l'emperador Murakami, després emperadriu vídua) i Anshi (consort de l'emperador Reizei), però va morir quan Michisuke era conseller de Dainagon.
Se li va concedir el rang de Shoichii quan el seu net, l'emperador Reizei, va pujar al tron.